# Richard Williams (Animator)

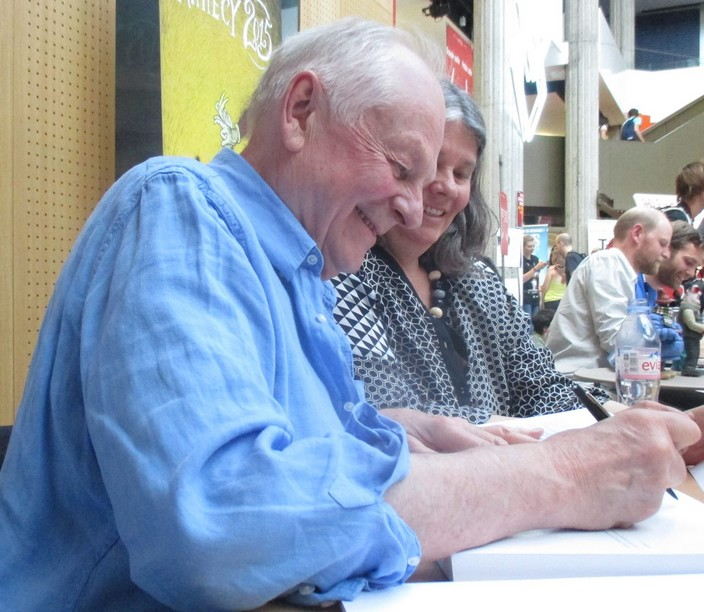
Richard Williams (2015)

Richard Edmund Williams (* 19. März 1933 in Toronto, Ontario; † 16. August 2019 in Bristol) war ein kanadischer Trickfilmer, Regisseur und Filmproduzent, der vor allem durch den Film Falsches Spiel mit Roger Rabbit bekannt wurde, in dem er für die Animation zuständig war. Wegen seiner Arbeit verbrachte er lange Zeit in England, dort lebte er in Bristol. Williams war dreifacher Oscar-Preisträger.

## Leben
Williams zog von Kanada nach Spanien und betätigte sich dort als Maler, bis er, von den Möglichkeiten der Animation fasziniert, beschloss, selbst einen Film zu machen. Um seinen Plan umzusetzen, begab er sich 1955 nach London. Dort finanzierte er seinen Film The Little Island durch animierte Fernsehwerbung. Durch den Erfolg dieses für den British Film Academy Award nominierten Films konnte er sein eigenes Studio gründen, das wiederum diverse Preise erhielt und auch kommerziell erfolgreich war. Zu den dort beschäftigten Animatoren zählten unter anderem die ehemaligen Disney-Angestellten Art Babbitt (Schöpfer von Goofy) und Milt Kahl (animierte Shir Khan).
Er erhielt für den Film A Christmas Carol 1973 den Oscar in der Kategorie bester animierter Kurzfilm. Im Jahr 1983 wurde er für Ziggy’s Gift mit einem Emmy ausgezeichnet. Williams bekam 1989 für Falsches Spiel mit Roger Rabbit den Oscar in der Kategorie Beste visuelle Effekte, den Sonderoscar, den BAFTA Award für die besten visuellen Effekte und einen Spezialpreis bei den Evening Standard British Film Awards, sowie 1990 für denselben Film den Saturn Award für die besten Spezialeffekte.
Im Jahr 2001 wurde sein Buch The Animator’s Survival Kit veröffentlicht. Eine in New York bei Blue Sky Studios gefilmte 4-tägige Masterclass wurde anschließend auf 16 DVDs mit über 10-stündiger Laufzeit veröffentlicht.

## Privatleben
Richard Williams hatte sechs Kinder aus verschiedenen Ehen und lebte mit Imogen Sutton, seiner vierten Frau, in Bristol.

## Filmografie (Auswahl)
Wenn nicht anders angegeben als Regisseur:
- 1958: Der Kleiderschrank (The Wardrobe)
- 1959: The Little Island
- 1962: Vorlesung über den Menschen (A Lecture on Man)
- 1962: Love Me, Love Me, Love Me
- 1965: The Dermis Probe
- 1967: The Sailor and the Devil
- 1971: A Christmas Carol
- 1976: Inspektor Clouseau, der „beste“ Mann bei Interpol (The Pink Panther Strikes Again) – Animation
- 1977: Raggedy Ann & Andy: A Musical Adventure
- 1982: Ziggy’s Gift (TV)
- 1988: Falsches Spiel mit Roger Rabbit (Who Framed Roger Rabbit) – Animation
- 1993: Der Dieb und der Schuster (The Thief and the Cobbler )
- 2010: Circus Drawings
- 2015: Prologue